# Marsannay-la-Côte
Marsannay-la-Côte ist eine französische Gemeinde und die nördlichste Weinbaugemeinde an der Côte de Nuits in der Region Bourgogne-Franche-Comté und im Département Côte-d’Or zwischen Beaune und Dijon. Die Gemeinde mit 5440 Einwohnern (Stand 1. Januar 2022) liegt auf einer Höhe von 275 m über dem Meer, hat eine Grundfläche von 1285 Hektar und liegt etwa fünf Kilometer südlich von Dijon.

## Baudenkmäler
- Taubenturm

## Gemeindepartnerschaften
Die Gemeinde unterhält Partnerschaften seit 1958 zur belgischen Ortschaft Mazy, heute Gemeinde Gembloux (Wallonien) und seit 1992 zur deutschen Gemeinde Schweich in Rheinland-Pfalz.

## Weinbaugebiet Marsannay
Hier wird, wie auch in den Nachbarorten Couchey und Chenôve, aus den Trauben des Pinot Noir ein ausgezeichneter Rosé, der Rosé de Marsannay, gekeltert. Rote und weiße Burgunder werden ebenfalls erzeugt, sie reichen qualitativ jedoch nicht an die der südlichen Nachbargemeinden heran. Die Weißweine werden aus den Rebsorten Chardonnay oder Pinot Blanc hergestellt. Seit dem 19. Mai 1987 verfügt das Weinbaugebiet über den Status einer Appellation d’Origine Contrôlée. Im Mittel werden jährlich ca. 5800 hl Rotwein, 1530 hl Roséwein und 1440 hl Weißwein hergestellt.
(Siehe auch: Universität von Burgund#Besonderheiten)

## Siehe auch

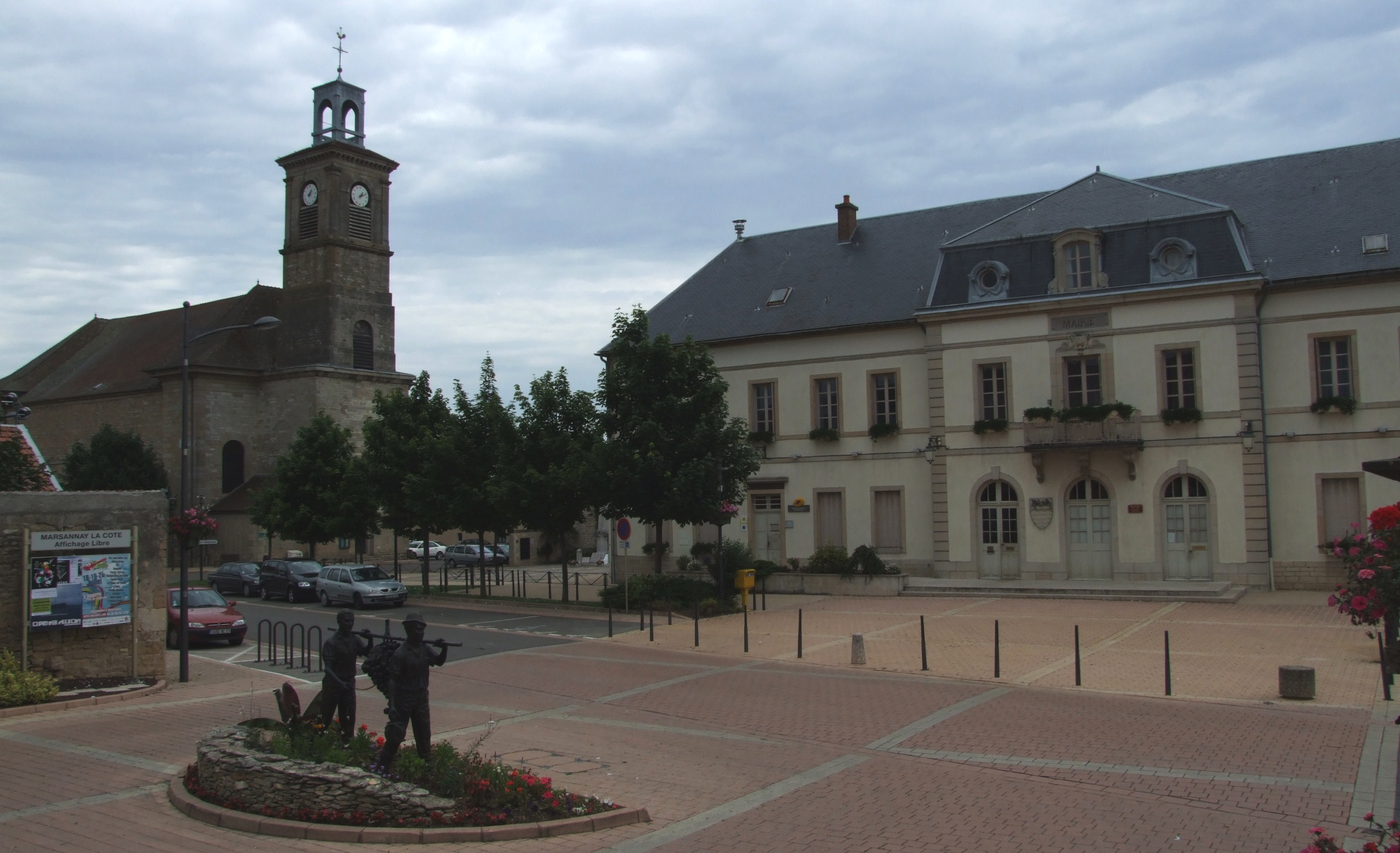
Marsannay, Kirche und Rathaus

## Bevölkerungsentwicklung
| Jahr                       | 1962 | 1968 | 1975 | 1982 | 1990 | 1999 | 2009 | 2016 | 2019 |
| Einwohner                  | 1872 | 4060 | 6588 | 5941 | 5216 | 5211 | 5095 | 5366 | 5311 |
| Quellen: Cassini und INSEE |      |      |      |      |      |      |      |      |      |